# Oliver Fix
Oliver Fix (Augsburgo, Baviera, 21 de junho de 1973) é um canoísta de slalom alemão na modalidade de canoagem. É casado com a também canoísta costa-riquenha Gilda Montenegro.
Foi vencedor da medalha de Ouro em Slalom K-1 em Atlanta 1996.